# Peter Clark
Peter Clark – brytyjski kierowca wyścigowy, inżynier i dziennikarz.

## Kariera
W swojej karierze wyścigowej Clark poświęcił się startom w wyścigach samochodów sportowych. W latach 1938-1939, 1949-1952 Włoch pojawiał się w stawce 24-godzinnego wyścigu Le Mans. W pierwszym sezonie startów uplasował się na drugiej pozycji w klasie 1.5, a w klasyfikacji generalnej był dziesiąty. Rok później odniósł zwycięstwo w klasie 1.5.